# Aeroport de Damba
L'aeroport de Damba (codi IATA: --, codi OACI: FNDB) és un aeroport que serveix Damba, a la província de Uíge a Angola.